# Johannes Kühn (poeta)
Johannes Kühn (ur. 3 lutego 1934 w Bergweiler, zm. 3 października 2023 w Hasborn) – niemiecki pisarz i poeta.

## Biografia
Urodzony 3 lutego 1934 roku w gminie Tholey, Kühn dorastał w rodzinie górników. W 1948 roku uczęszczał do gimnazjum Missionshaus St. Wendel. Studiował na Uniwersytecie Saary i Uniwersytecie we Fryburgu od 1956 do 1961 roku. Od 1963 do 1973 pracował w firmie inżynieryjnej swojego brata. W tym czasie pisał także dramaty, wiersze i baśnie, które początkowo nie cieszyły się dużym zainteresowaniem.
Po ukończeniu studiów jako inżynier Kühn podróżował po kraju Saary i pisał wiersze o naturze. Na początku lat 80. stopniowo zaprzestał publikowania wierszy. Jednak jego prace zostały opublikowane przez Ludwiga Hariga i spotkały się z bardzo pozytywnymi reakcjami. Jego życie zostało przedstawione w filmie Papier, Stift, Kaffee und Zigarren – Der Dichter Johannes Kühn z 2018 roku w reżyserii Gabi Heleen Bollinger.
Johannes Kühn zmarł 3 października 2023 roku w wieku 89 lat.

## Prace

### Wiersze
- Vieles will Klang, immer wieder (1957)
- Saarländische Anthologie (1958)
- Stimmen der Stille (1970)
- Salzgeschmack (1984)
- Ich Winkelgast (1989)
- Am Fenster der Verheißungen (1992)
- Meine Wanderkreise (1990)
- Blas aus die Sterne (1991)
- Gelehnt an Luft (1992)
- Wenn die Hexe Flöte spielt (1994)
- Leuchtspur (1995)
- Lerchenaufstieg (1996)
- Wasser genügt nicht. Gasthausgedichte (1997)
- Hab ein Aug mit mir (1998)
- Em Guguck lauschdre (1999)
- Mit den Raben am Tisch (2000)
- Gedichte (2001)
- Nie verließ ich den Hügelring (2002)
- Ich muß nicht reisen (2004)
- Gärten ohne Grenzen (2004)
- Ganz ungetröstet bin ich nicht (2007)
- Zu Ende ist die Schicht. Bergmannsgedichte (2013)
- Und hab am Gras mein Leben gemessen (2014)
- Besitzlos, den Schmetterling feiernd (2018)
- Und schwebe ab in eine ganz andre Welt. Gedichte & Zeichnungen (2020)

### Proza
- Zugvögel haben mir berichtet. Märchen (1988)
- Ein Ende zur rechten Zeit. Erzählung (2004)

### Audiobooki
- Künstlerbegegnungen (2005)